# ソング (航空会社)
ソング (Song) は低料金を売りとして、かつてデルタ航空により経営・運航されていたアメリカの格安航空ブランドである。

## 概要
2003年4月15日から2006年4月30日まで運航された。デルタ航空がソングを設立した目的は、アメリカ北東部の都市とフロリダとを結ぶ路線におけるジェットブルー航空への対抗策であった。フロリダと西海岸、北東部と西海岸を結ぶ路線も運航された。ハブ空港はローガン国際空港とオーランド国際空港であった。デルタ航空の運営であるため、スカイチームメンバーであった。
客席は革張りで、全ての席に衛星放送やペイ・パー・ビュー映画の視聴、ゲームなどが楽しめるモニター画面が備え付けられていた。また、機内ではソフトドリンクが無料提供された（ライバルのジェットブルーは「おいしいスナック類」の提供も売りにしているが、ソングではスナック類を含め一切の食べ物は有料であった）。
2006年5月以降ソングの独自運航は停止され、デルタ航空の路線に統合されることが、2005年10月に発表された。ソングとして運航していた48機のボーイング757はデルタ航空のデザインに塗り替えられた。